# Klingenthal
Klingenthal är en stad i distriktet Vogtlandkreis i Sachsen, Tyskland, nära gränsen till Tjeckien, där den ligger mittemot Kraslice.
Klingenthal har cirka 7 700 invånare. Orten är berömd för tillverkning av musikinstrument, samt som vintersportort.

## Sport i Klingenthal
Hoppbacken (Vogtland Arena) invigdes 1990 i staden. Den ersatte en tidigare hoppbacke (Große Aschbergschanze) som ofta var värd för Östtysklands nationella mästerskap i backhoppning. En isrink används under vintern för skridskoåkning och under sommaren för åkning med inlines. Ett omfattande nät av utformade skidspår som mäter ungefär 110 km finns mellan Klingenthals centrum och stadsdelen Mühlleithen. Vid stadens tre skidbackar byggdes flera skidliftar. Sportclub Dynamo Klingenthal var fram till 1990 en av Östtysklands ledande föreningar inom vintersport. Kända medlemmar var bland annat Manfred Deckert, Klaus Ostwald, Marlies Rostock och Sven Hannawald.